# Ориматтила
О́риматтила (фин. Orimattila) — город в провинции Пяйят-Хяме в Финляндии.
Численность населения составляет 14 911 человек (2010). Город занимает площадь 616,97 км² из которых водная поверхность составляет 8,5 км². Плотность населения — 24,51 чел/км².

## История
История Ориматиллы восходит к 17 веку, когда был основан одноименный приход, отделившись от прихода Холлола. После выхода Городского указа 1865 года (Vuoden 1865 kunnallisasetus) муниципалитет Ориматилла  отделился от прихода и стал отдельной единицей местного самоуправления (Orimattilan kunta).
После 1944 года в город переселились финны с  Карельского перешейка, в том числе из деревни Тиетявяля.
В 1992 году муниципалитет стал городом (Orimattilan kaupunki). 1 января 2011 в состав города Ориматилла вошёл муниципалитет (волость)  Артъярви.

## Известные уроженцы и жители
- Сельма Анттила, писательница, родилась в Ориматтиле в 1867 году.
- Ээро Эркко, журналист, родился в Ориматтиле в 1860 году.
- Мика Каурисмяки — финский кинорежиссёр
- Аки Каурисмяки — финский кинорежиссёр